# Monastère de Suvodol
Le monastère de Suvodol (en serbe cyrillique : Манастир Суводол ; en serbe latin : Manastir Suvodol) est un monastère orthodoxe serbe situé à Selačka, dans le district de Zaječar et sur le territoire de la ville de Zaječar en Serbie. Il est inscrit sur la liste des monuments culturels protégés de la république de Serbie (identifiant no SK 664),.
L'église du monastère est dédiée à la Mère de Dieu. Le monastère abrite aujourd'hui une communauté de religieuses,.

## Présentation

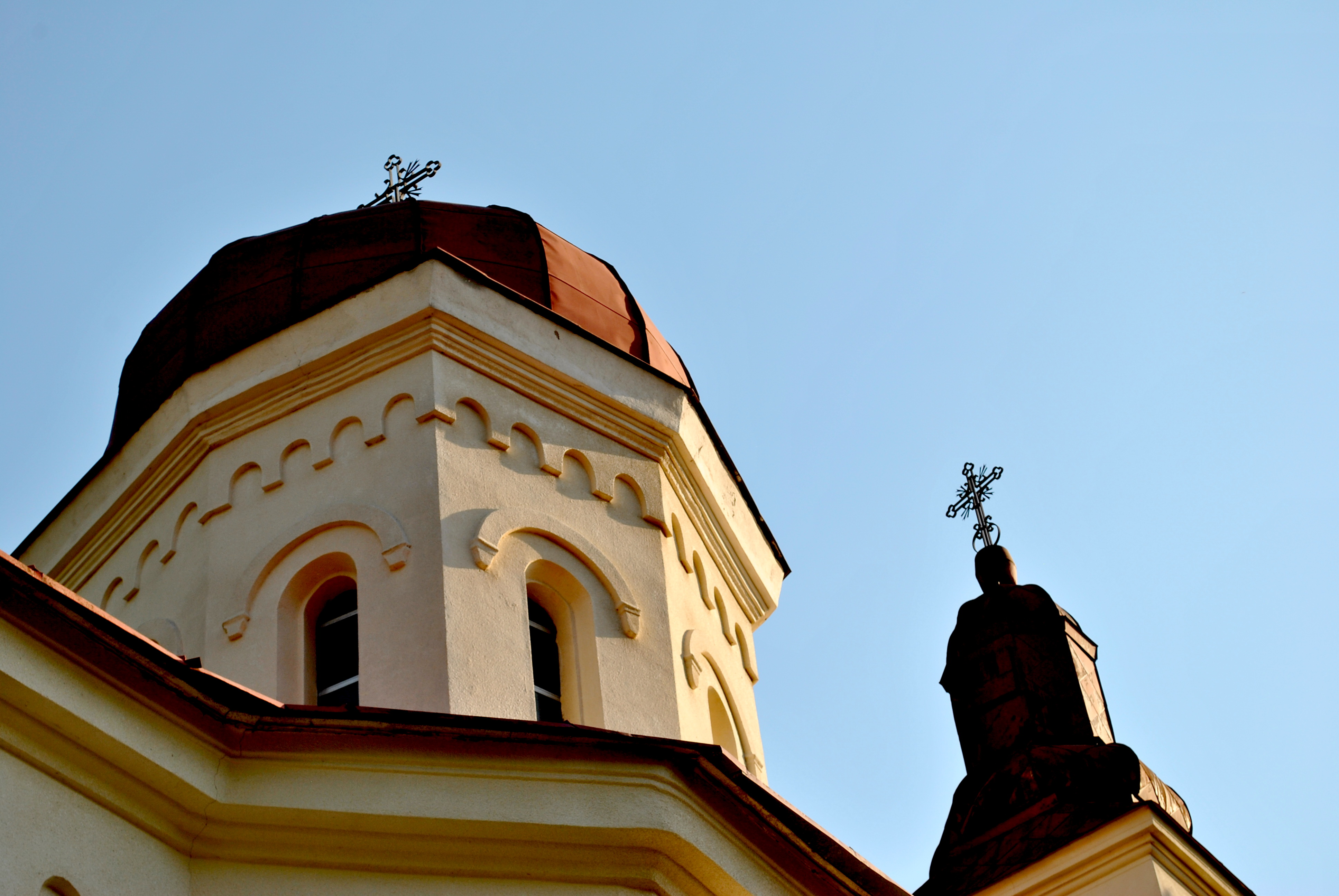
Détail du dôme de l'église.

Selon la tradition, le monastère a été fondé au XIVe siècle, à l'époque du prince Lazare.
L'ancienne église du monastère a été détruite en 1865 et un nouvel édifice l'a remplacée à partir de 1866.

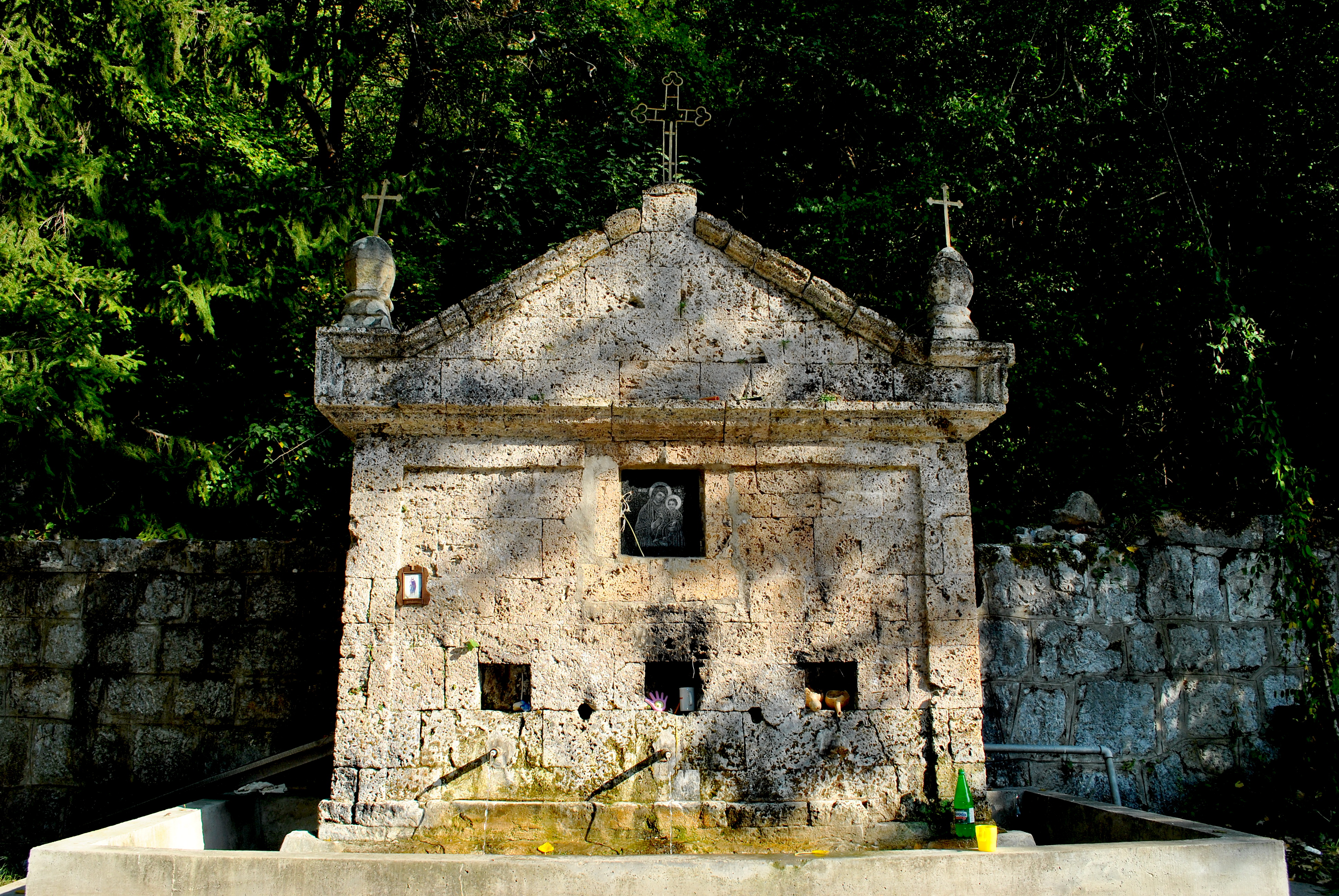
Fontaine dans le monastère.